# Preponska kost
Preponska kost (lat. Os pubis) je spoj dvije preponske kosti (simfiza). Na njoj nalazimo tijelo, gornju granu, donju granu, gornji greben i kvržicu. Donja grana preponske kosti spaja se s donjom granom sjedne kosti. Sastavni je dio zdjelične kosti, koja čini kosti zdjelice.